# Mortsel
Mortsel est une ville de Belgique située en région flamande, dans la province d'Anvers.

## Histoire

### Seigneurie de Cantecroy
Cantecroy, aujourd'hui quartier de l'est de Mortsel, était une ancienne seigneurie érigée en comté, et avec titre de principauté.
Le document le plus ancien mentionnant la seigneurie de Cantecroy est un acte de vente daté de 1239, dans lequel un certain Arnoldus en fait cession.
En 1284, Cantecroy est en possession de Vauthier Wolckaert, qui le cède au duc Philippe III de Bourgogne, en 1295.
En 1296, Guillaume Berthout, seigneur de Berchem et de Ranst achète le domaine au duc et dote le château d'un haut donjon, détruit en 1698.
En 1538, Henri de Pontailler, qui possède la moitié de la seigneurie que sa femme, Jeanne Anne de Hornes, a hérité de sa mère Adrienne de Ranst Berthout, achète la part manquante à Jeanne de Ranst Berthout.
À la mort d'Henri, sa veuve vend la seigneurie à Nicolas Perrenot de Granvelle, garde des Sceaux, premier conseiller de l'empereur Charles Quint, suzerain de Besançon et comte de Bourgogne, qui le transmet à son fils Thomas, en faveur duquel la seigneurie est érigée en comté, en 1570, par le roi Philippe II d'Espagne, duc de Brabant. Son fils François n'ayant pas d'enfants légitimes, transmet Cantecroy à son neveu François-Thomas d'Oiselay, seigneur de Champtonnay, baron de La Villeneuve, chambellan des archiducs Albert et Isabelle; qui revend la seigneurie, en 1616, à Jean-Baptiste Maes, tout en conservant son titre comtal, qu'il transmet, en 1629, à son fils Eugène-Léopold et à sa bru Béatrix de Cusance.
Jean-Baptiste Maes endetté, revend presque aussitôt la seigneurie au comte Philippe de Godines, duquel hérite sa fille Marguerite-Philippine, qui apporte Cantecroy, en 1655 à son époux Charles-Ghiselain, comte de Fiennes, et à ses descendants qui le conservent jusqu'en 1718. À cette date, la seigneurie échoit aux barons de Termeeren, qui le revendent en 1823 aux barons d'Osy Wycken.
Au cours de la Seconde Guerre mondiale, Albert Einstein, fuyant le nazisme, réside au château de Cantecroy, alors propriété du professeur Arthur de Groodt, en attendant l'obtention d'un visa pour les États-Unis.
Au milieu du XXe siècle, la famille de Daele, rachète le château qu'elle restaure, et dont elle est toujours la propriétaire.
Enfin, en 1984, le château, la ferme, la chapelle et les bastions sont classés monuments historiques, ainsi que les environs immédiats classés comme site rural d'exception.

### Vieux-Dieu ou Fort n° 4 d'Anvers
En août 1914, c'est le Commandant Arthur Romain, de l'Artillerie de siège, qui est chargé de diriger le fort de Vieux-Dieu. C'est le Général Leman, ami de longue date et parrain d'un de ses enfants, qui l'a choisi pour ce poste. Ils étaient tous les deux professeurs à l'École Militaire de Bruxelles. Il a tenu le plus longtemps possible et au moment où ses hommes quittaient la forteresse en bon ordre, des mitrailleurs anglais lui ont demandé de rester sur place avec quelques hommes de confiance. La situation devenue intenable, ils quittèrent la forteresse et passèrent en Hollande où ils furent internés dans un camp d'officiers (français, anglais et belges) dans l'île d'Urk (Flevoland) du Zuiderzee où il organisa avec les aviateurs français André d'Humières et Armand Coutisson (futur colonel) des tentatives d'évasion ratées par deux tunnels. Ils réussirent néanmoins tous les deux à quitter les Pays-Bas.
Arthur Romain, né à Fosse le 17 août 1873, Matricule 12470, héros belge déjà décoré de l'Ordre du Double Dragon de la Chine impériale, mort en Hollande le 29 décembre 1917, a été oublié injustement et pourtant il a mérité de la Patrie.

### Bombardement de 1943
La ville de Mortsel a été victime le 5 avril 1943 du bombardement le plus meurtrier de la Seconde Guerre mondiale en Belgique dans un dramatique exemple de dommage collatéral. Les bombardiers américains visaient en réalité l'usine Erla, une ancienne usine automobile de Minerva fabriquant des pièces d'avion pour les Messerschmitt de la Luftwaffe allemande, mais un grand nombre des 600 bombes larguées à haute altitude manquèrent leur cible et s'abattirent sur des quartiers résidentiels voisins, faisant 936 victimes civiles dont 209 enfants.
Après sa libération par les alliés, Mortsel a encore été frappée par un V2 allemand visant Anvers le 27 mars 1945, faisant 27 morts.

## Géographie
La commune ne possède pas de section puisqu'elle n'a pas été fusionnée. Par contre, elle comprends deux villages : le village de Mortsel et celui de Vieux-Dieu (en néerlandais : Oude God).

## Héraldique
|  | La ville possède des armoiries qui lui ont été octroyées le 5 janvier 1880 et confirmées le 1er mars 1993. Elles sont issues des armoiries de la famille Berthout. La forteresse de Cantincrode dans la municipalité a été créée au XIe siècle et est devenue une possession de Willem II Berthout à la fin du XIIIe siècle. Il reconstruit et agrandi considérablement la forteresse. La famille devint plus tard Seigneurs de Cantecroy à laquelle appartenait le village de Mortsel. Ce n'est qu'en 1781 que le village et le domaine ont été vendus à la famille Helman de Termeeren. Déjà à la fin du XVe et au XVIe siècle, le conseil communal de Mortsel utilisait les armoiries de la famille Berthout, avec le saint patron local, Saint Benoît, comme support. Les armoiries actuelles sont basées sur ce sceau. Blasonnement : D'or, à trois pals de gueules; l'écu sommé d'une image de Saint Benoit tenant une crosse et un livre, le tout de couleur naturelle. (Traduction libre) Source du blasonnement : Heraldy of the World. |

## Démographie

### Évolution démographique
Graphe de l'évolution de la population de la commune.
- Source : DGS - Remarque: 1806 jusqu'à 1981=recensement; depuis 1990=nombre d'habitants chaque 1er janvier[9]

## Personnalités liées à la commune
- Henriette van den Bergh (1838-1920), a construit des logements sociaux et une cité jardin à Mortsel ;
- Elsa van Hagendoren (1904-1998), illustratrice et écrivaine de livres pour enfants ;
- Mathilde Schroyens (1912-1996), femme politique, députée socialiste et première femme bourgmestre d'Anvers ;
- Rik Kuypers (1925-2019), réalisateur ;
- Koen de Winter (1943-), céramiste, designer industriel et professeur ;
- Viviane De Muynck (1946-), comédienne ;
- Marc Dachy (1952-2015), historien de l'art, traducteur et éditeur français ;
- Luc Tuymans (1958-), peintre ;
- Marie-Christine Maillard (1963-), chanteuse et ancienne animatrice ;
- Hilde Heijnen (1965-), actrice ;
- Bart De Wever (1970-), homme politique, bourgmestre d'Anvers ;
- Jente Bouckaert (1990-), athlète spécialiste du 400 m. En 2012 avec Antoine Gillet, Kévin Borlée et Jonathan Borlée, il est champion d'Europe du 4 x 400 m ;
- Peter Permeke (1965-), petit fils de Constant Permeke et lui-même peintre, y est né ;
- Matthias Casse (1997-), Judoka, N°1 mondial en -81kg.
- Tamino (1996-), chanteur ;
- Dystinct (1998-), chanteur belge d'origine marocaine